# صدى المغزل

رسم متحرك للتصوير باستخدام أثر البروتون نشاهد فيه استجابة البروتونات "ذات اللون الأحمر" في كرة بلوخ الزرقاء لتسلسل الموجات باللون الأخضر

في الرنين المغناطيسي، التصوير باستخدام أثر البروتون أو الرنين المغزلي "spin echo" هو عملية تجميع الأثر المغناطيسي للبروتون عن طريق موجة كهرومغناطيسية متذبذبة ورنانة.  التصوير بالرنين المغناطيسي النووي والتصوير بالرنين المغناطيسي تستخدم هذا التأثير أيضاً.
الإشارة التي تأتي بسبب الرنين المغناطيسي النووي تشاهد تبعاً لابتداء التحلل لهذه الموجة المهيجة مع الوقت نتيجة لكل من: ابتعاد البروتونات عن بعضها وعدم التجانس للمجال المغناطيسي للجهاز الذي تغزل فيه هذه البروتونات مما يدفع هذه البروتونات للغزل بسرعات مختلفة. بدايةً، الابتعاد «الاسترخاء»، يسبب خسارة غير مستردة من المجال المغناطيسي للبروتونات ما يسبب التباين في الإشارات التي تؤدي لتباين في الألوان التي تعطينا الصورة لاحقاً. ومع ذلك، الطاقة المفقودة من المجال المغناطيسي للبروتونات بسبب عدم تجانس المجال المغناطيسي للجهاز يمكن استردادها باستخدام موجة كهرومغناطيسية عاكسة تعكس المجال المغناطيسي للبروتونات 180 درجة.  أمثلة على أثر عدم التجانس في المجال المغناطيسي للجهاز تتضمن التيارات الكهربائية المتدرجة في الجهاز والفرق في سرعة الدوران بين الماء والدهون نتيجة للطبيعية الكيميائية. إذا سُلّطت الموجة الكهرومغناطيسية العاكسة بعد الزمن ن من بداية الاسترخاء فإن الإشارة تُلتَقط بعد إلغاء تأثير عدم التجانس للجهاز في الزمن 2ن. بشكل مبسط، شدة الإشارة المُلتَقطة من الإشارة الأصلية تؤخذ من هذه المعادلة e−2t/T2 بينما t2 هو الوقت الثابت للاسترخاء بين البروتونات.